# Alfa Romeo TZ3 Stradale
Alfa Romeo TZ3 Stradale – samochód sportowy klasy kompaktowej wyprodukowany pod włoską marką Alfa Romeo w 2011 roku.

## Historia i opis modelu

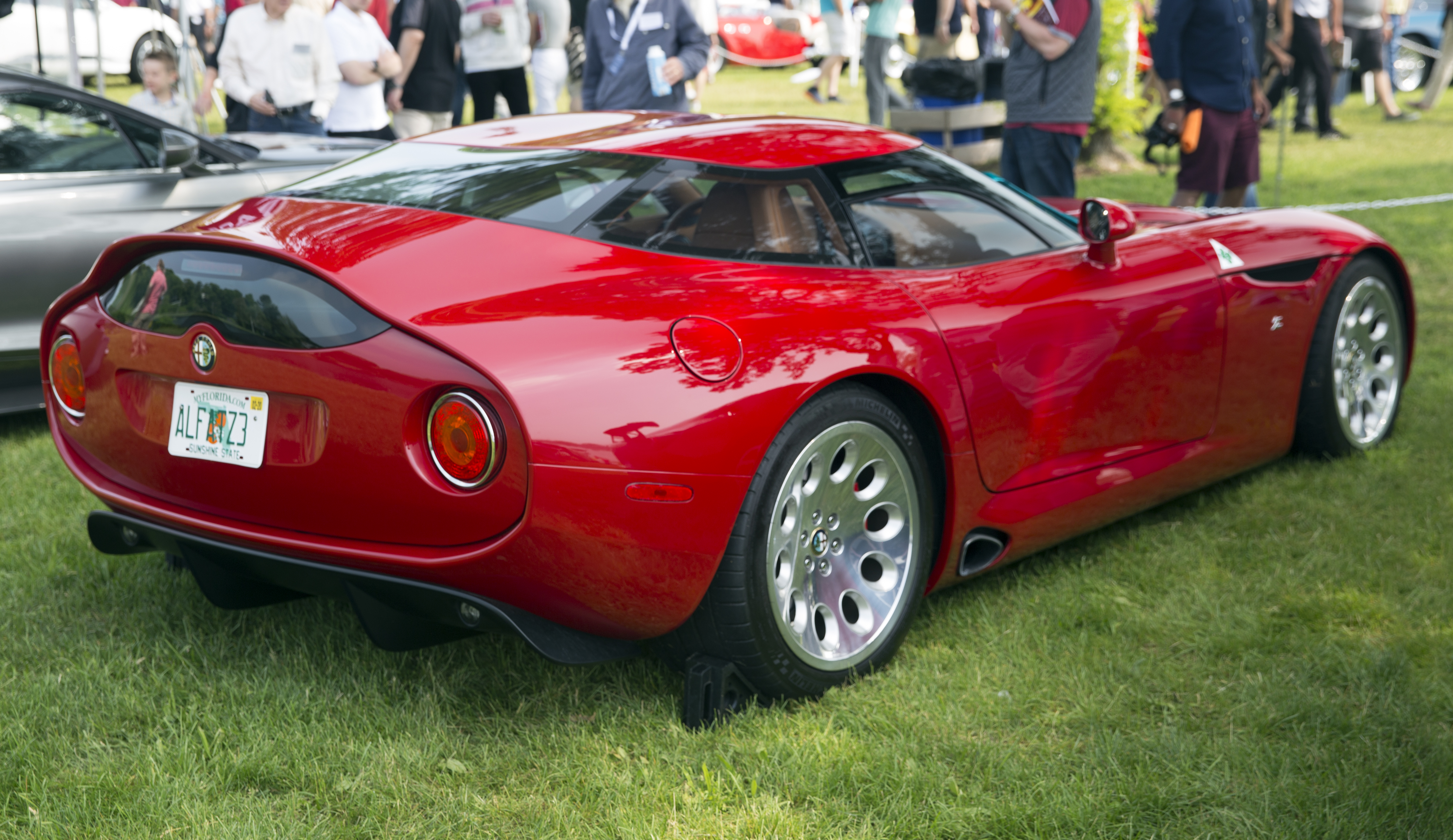
Alfa Romeo TZ3 Stradale - tył

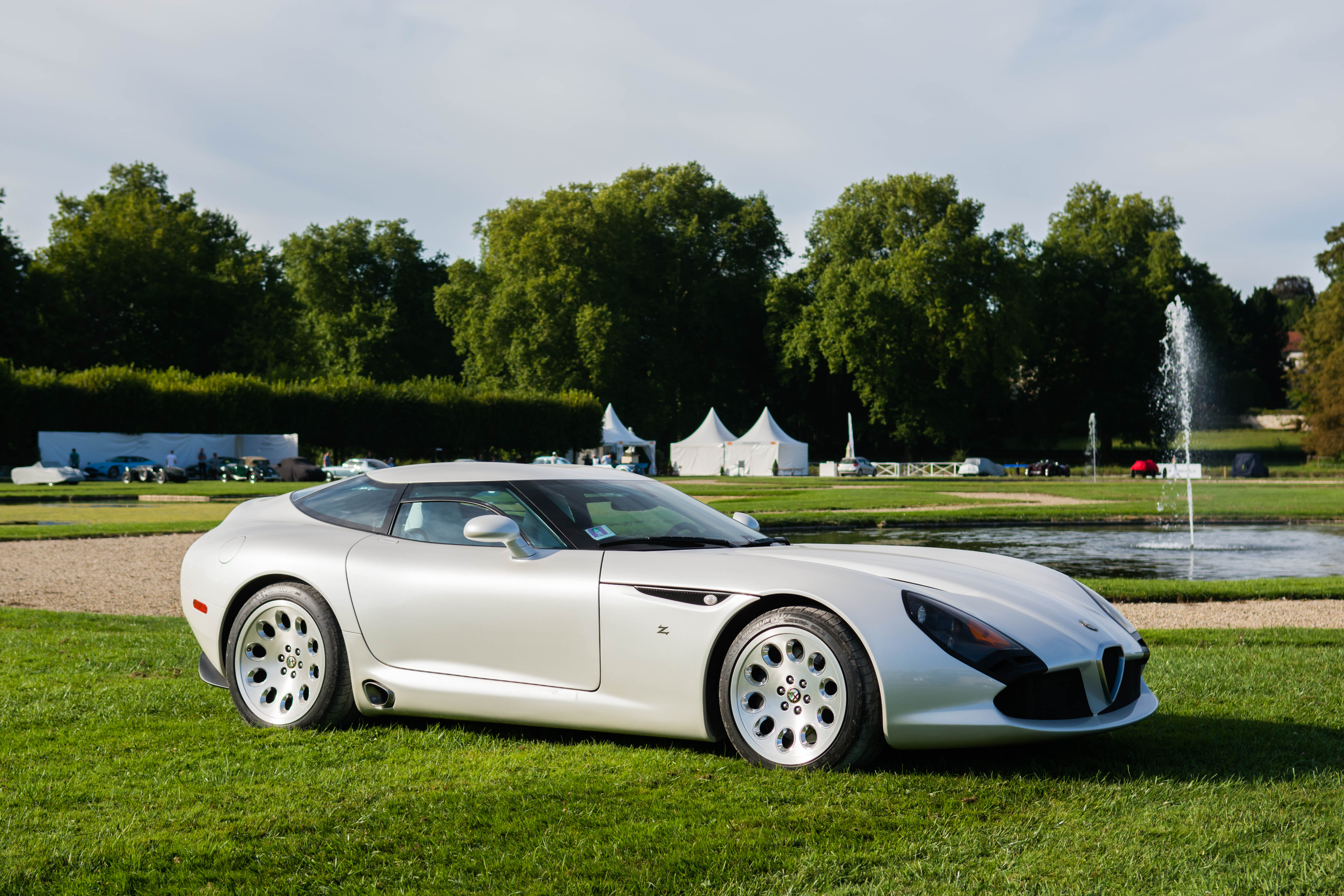
Alfa Romeo TZ3 Stradale na Concours d'élégance

Rok po premierze unikatowego modelu Alfa Romeo TZ3 Corsa, włoskie studio projektowe i producent nadwozi Zagato przedstawiło kolejny rezultat 90-letniej współpracy z producentem samochodów z Turynu. Rozwinięciem tamtego projektu utrzymanym w stylu retro został kolejny model, TZ3 Stradale, mający uczcić nie tylko setną rocznicę powstania Alfy Romeo, ale i wkład firmy w sporty motorowe. Pod kątem stylistycznym TZ3 Stradale połączyło specyficzne cechy przedstawioneo przed rokiem TZ3 Corsa, jak i klasycznych modeli Giulia TZ z lat 60. XX wieku stanowiących kluczowe źródło inspiracji dla smukłej, specyficznie ukształtowanej sylwetki.
Za bazę techniczną dla Alfa Romeo TZ3 Stradale posłużył Dodge Viper, od którego zapożyczono nie tylko płytę podłogową, ale i podzespoły techniczne oraz jednostkę napędową. Tą zostało amerykańskiej konstrukcji 8,4 litrowe V10 o mocy 610 KM, którą sprzężono z 6-stopniową manualną skrzynią biegów. Dzięki bliskiemu pokrewieństwu technicznym ze sportowym modelem Dodge'a, Zagato koordynujące projekt określiło TZ3 Stradale jako pierwszą w historii amerykańską Alfę Romeo. Do uzyskania relatywnie niskiej masy całkowitej kluczowe okazało się z kolei przygotowanie szkieletu nadwozia wykonanego w całości z włókna węglowego.

### Sprzedaż
Alfa Romeo TZ3 Stradale powstało jako ściśle limitowana seria skierowana do wyselekcjonowanego grona nabywców, ograniczając wielkość produkcji do 9 egzemplarzy. Pierwszą ze sztuk o czerwonym lakierze przygotowano dla amerykańskiego kolekcjonera włoskich samochodów, Erica Kinga, drugą dostarczono nabywcy z Japonii, z kolei trzeci z egzemplarzy zamówił nabywca z Europy. 9 lat po premierze TZ3 Stradale, w październiku 2020 roku jeden z egzemplarzy limitowanego modelu trafił na sprzedaż na rynku wtórnym - w Stanach Zjednoczonych samochód z przebiegiem 323 kilometrów znalazł nowego nabywcę za kwotę 489 tysięcy dolarów.

### Silnik
- V10 8.4l 610 KM OHV